# Josef Matt (Politiker, 1910)
Josef Matt (* 9. April 1910 in Klagenfurt; † 15. Juli 1972 ebenda) war ein österreichischer Politiker (CS/VF/ÖVP) und Technischer Angestellter. Er war von 1945 bis 1953 Abgeordneter zum Österreichischen Nationalrat.

## Leben
Matt besuchte die Volksschule sowie die Höhere Staatsgewerbeschule und erlernte den Beruf des Karosseriebauers. Er war in der Christlichsozialen Partei aktiv und arbeitete in der Wagnerei seines Vaters. Er engagierte sich in der Heimwehr-Bewegung und wurde als erst 24-Jähriger von der Vaterländischen Front in Kärnten als Arbeiterkammerpräsident eingesetzt, obwohl er zuvor keinerlei Verbindungen zu Arbeitnehmerorganisationen gehabt hatte. Er wurde am 31. Oktober 1934 zum Mitglied des Bundeswirtschaftsrates berufen, da er jedoch noch nicht das gesetzlich vorgeschriebene Mindestalter von 26 Jahren erreicht hatte, musste er sein Mandat abgeben. Er war von Jänner 1934 bis März 1938 Vorsitzender des Gewerkschaftsbundes und der Kammer für Arbeiter und Angestellte in Kärnten und war in dieser Zeit auch Obmannstellvertreter der Landeskrankenkasse für Kärnten, Obmann der Angestelltenkrankenkasse und Obmannstellvertreter der Kärntner Arbeitsgemeinschaft.
Nach dem Zweiten Weltkrieg designierte ihn die britische Besatzungsmacht 1945 zum Vizebürgermeister von Klagenfurt. Zudem war er in der Landesparteileitung der ÖVP Kärnten aktiv und vertrat die ÖVP zwischen dem 19. Dezember 1945 und dem 18. März 1953 im Nationalrat. Aufgrund seiner Tätigkeit im Nationalrat trat er Anfang 1946 von seinem Vizebürgermeisteramt zurück.